# Casa de la Luz
La Casa de la Luz (Casa da Luz en gallego), es un edificio histórico originario del siglo XVI situado en pleno centro histórico de la ciudad española de Pontevedra. 

## Ubicación
El edificio está situado entre la plaza de la Verdura y las calles Conde de San Román y San Sebastián.

## Historia
La Casa de la Luz de Pontevedra tiene su origen en 1595, fecha que constaba en una inscripción epigráfica situada encima de su puerta principal (hoy localizada en la fachada del primer piso). Esta inscripción recuerda que el edificio fue mandado construir por el licenciado Melchor de Tebes, alcalde mayor del Reino de Galicia y oidor de la Real Audiencia, durante el reinado de Felipe II. El inmueble original albergó inicialmente un matadero y una carnicería. La casa era conocida como Casa del Macelo o Casa de la Cortaduría. El matadero funcionó en este emplazamiento hasta mediados del siglo XIX, momento en que fue trasladado y el solar cambió de uso.
A finales del siglo XIX, el edificio pasó a manos de la Sociedad del Alumbrado Eléctrico de Pontevedra, que obtuvo una concesión municipal de explotación por veinte años. Fue en 1887 cuando el Marqués de Riestra mandó construir en el edificio la sede de la conocida como Fábrica de la Luz, un edificio destinado a albergar una central eléctrica con la infraestructura técnica que permitió la implantación del alumbrado eléctrico en la ciudad. El nuevo inmueble de piedra, que tenía una enorme chimenea cerca de la calle Conde de San Román, se asoció de inmediato con este avance técnico, y comenzó a ser conocido como Casa de la Luz. En sus dependencias, el ingeniero gijonés Victoriano Alvargonzález Zarracina instaló un sistema pionero de alumbrado eléctrico basado en máquinas de vapor y dinamos, convirtiendo el caserón en la primera central eléctrica de Galicia y punto de partida del cableado urbano. La fábrica de la luz de Pontevedra desempeñó un papel clave en la electrificación de espacios públicos, edificios institucionales y viviendas de la capital pontevedresa a partir de 1888. Gracias a esta Fábrica de la Luz Pontevedra fue la segunda ciudad de España en contar con alumbrado eléctrico.

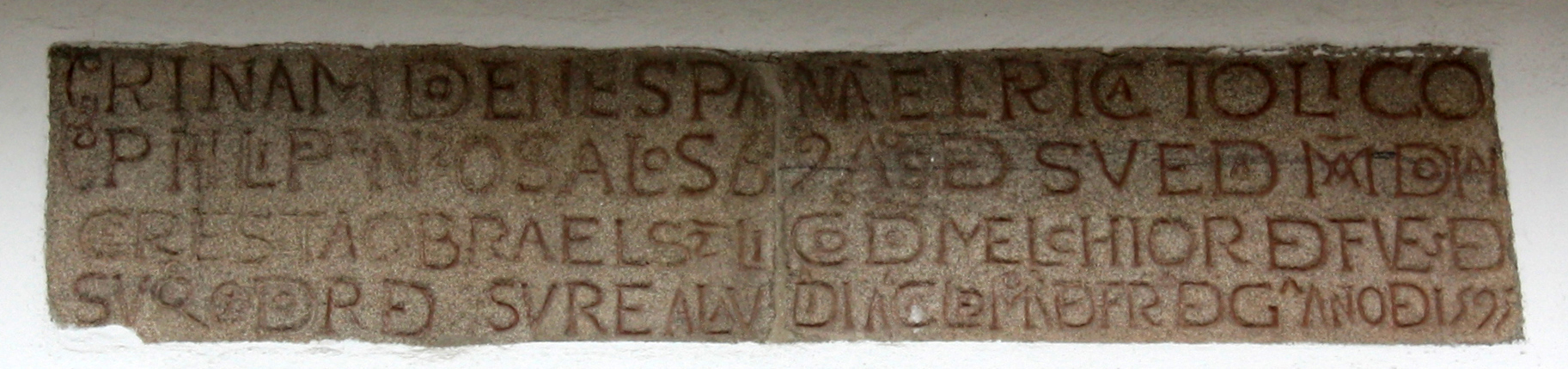
Inscripción de 1595 en la fachada.

En 1909, la empresa La Hulla Blanca, fundada por Nores Salgado y Cía, asumió el relevo en el suministro eléctrico y trasladó la sede de la central eléctrica a un nuevo edificio en la calle Sagasta. La empresa  construyó también un gran transformador eléctrico en las proximidades del Hospital Provincial de Pontevedra. La antigua central de la plaza de la Verdura quedó en desuso y su gran chimenea de 23,5 metros de altura, de forma abovedada y construida en ladrillo refractario, próxima a la calle Conde de San Román, fue derribada en 1920 por motivos de seguridad, al encontrarse en mal estado y ligeramente inclinada.
En 1929, el entonces alcalde Remigio Hevia Marinas reclamó la devolución del edificio en desuso, que fue entregado por La Hulla Blanca tras cuarenta años de utilización. Tras su entrega por parte de la compañía eléctrica, el Ayuntamiento de Pontevedra contempló su reconversión en mercado cubierto de frutas y legumbres, que se inauguró a finales de 1930, aunque su funcionamiento fue efímero.
Durante la Segunda República, el edificio tuvo múltiples usos. A partir de 1931, el Juzgado Municipal ocupó su parte principal, mientras que otros espacios del mismo fueron alquilados con fines variados, como lugar para bailes de tranca o como sede del Sindicato de Productores de Semillas, vinculado a la Misión Biológica. En 1936, se firmó un contrato simbólico de arrendamiento a favor de la Federación Cultural Deportiva Obrera, que nunca llegó a ocupar el edificio debido al estallido de la Guerra Civil.
Durante la guerra, la Caja de Ahorros Municipal y Monte de Piedad ocupó el antiguo espacio del juzgado, y al terminar la guerra el edificio fue utilizado además como escuela provisional de párvulos y alojamiento militar provisional para fuerzas de infantería. Más tarde, pasó a albergar durante años el Servicio Municipal de Aguas del Ayuntamiento de Pontevedra y su taller de fontanería, convertido en una nave-almacén con intervenciones puntuales de obras ante su progresivo deterioro.
En 1971, se redactó el proyecto de rehabilitación integral del edificio, a cargo del arquitecto Francisco Pons Sorolla, bajo la Dirección General de Arquitectura del Ministerio de la Vivienda. Las obras, ejecutadas entre 1973 y 1975, transformaron el antiguo caserón en un inmueble moderno, con sótano, planta baja asoportalada, primera planta para oficinas y un abuhardillado. A partir de entonces, se destinó a dependencias de la Policía Local y a la formación de agentes municipales, con un uso continuado durante veinticinco años. Durante ese periodo, se cerraron los soportales originales para ampliar oficinas, a pesar de la oposición de la Comisión de Patrimonio.
En 1988, con motivo del centenario de la instalación eléctrica, se colocó en la fachada una placa conmemorativa promovida por el Ayuntamiento y Unión Fenosa, reconociendo el papel pionero del edificio en la historia de la electricidad gallega.
A partir de 1999, la Casa de la Luz entró en una nueva etapa de funcionamiento, recuperando su condición de espacio público y sede de actividades sociales y culturales. En 2001, el edificio fue rehabilitado recuperando la galería de arcos de la planta baja como zona abierta y de tránsito y acogiendo eventos como conciertos de la Banda de Música y la feria de la miel en sus soportales.
Desde 2010, la Casa de la Luz ha albergado en su planta superior las oficinas municipales de la Concejalía de Promoción Económica y Turismo y la sede de Terras de Pontevedra y en su planta baja la sede del Centro de Recepción de Turistas de la ciudad y la comarca de Pontevedra. Durante la reforma para albergar estos organismos, los arcos de los soportales de la planta baja volvieron a ser cerrados y cubiertos con paredes de cristal.
A partir de 2022 la planta baja de la Casa de la Luz acoge oficinas técnicas y servicios del Ayuntamiento de Pontevedra.

## Descripción

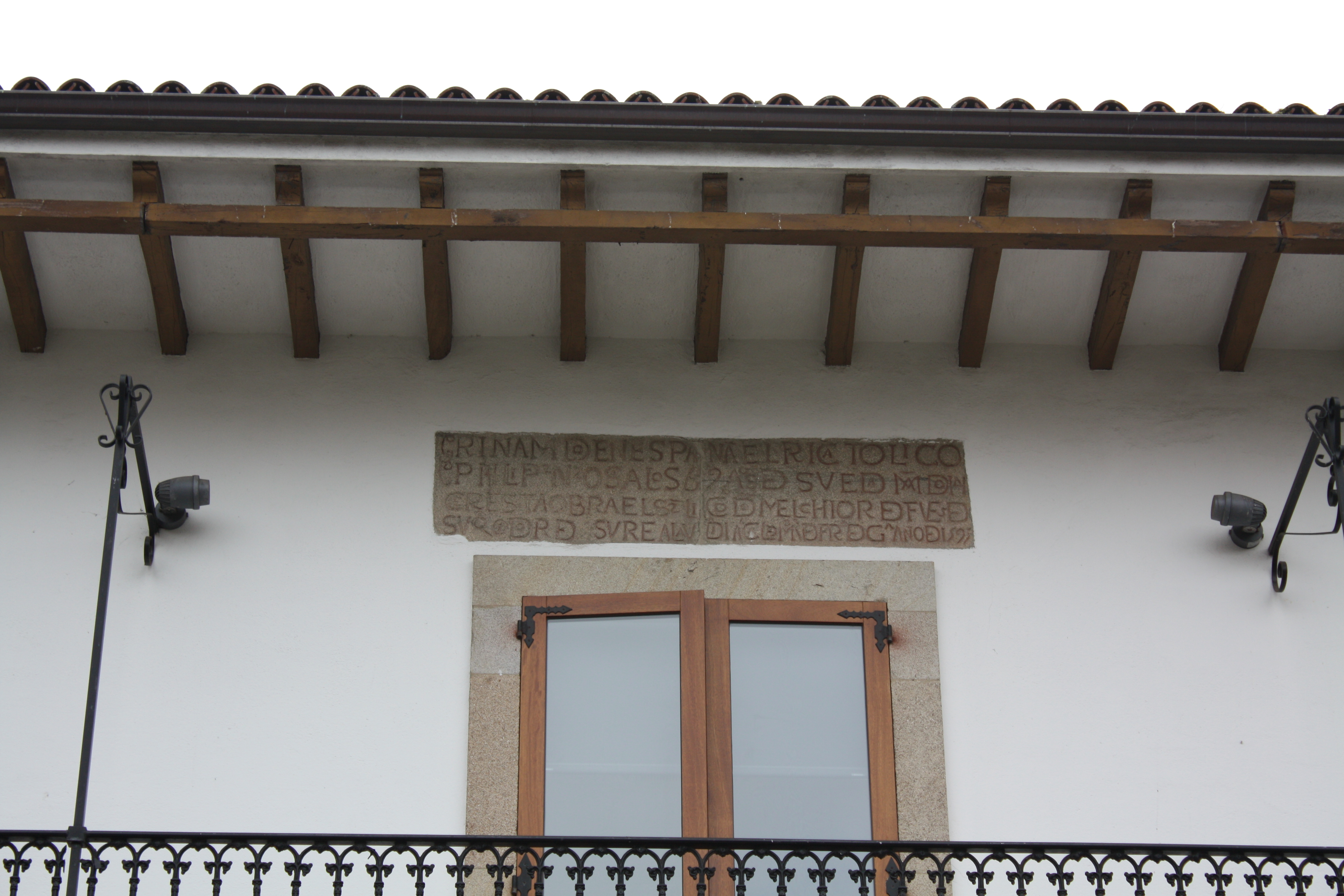
Parte de la fachada principal con la inscripción de 1595.

La Casa de la Luz de Pontevedra es una construcción tradicional gallega de planta rectangular que combina elementos de la arquitectura popular con una rehabilitación contemporánea. La casa consta de un sótano, una planta baja con soportal, una primera planta destinada a oficinas y un piso abuhardillado. Su fachada se caracteriza por el uso de piedra granítica, material típico de Galicia, y por un diseño sobrio con tres grandes arcos de medio punto en la fachada principal de la planta baja y otros tres en cada una de las fachadas laterales que aportan monumentalidad y transparencia, y que hoy en día funcionan como amplios ventanales acristalados.
En la planta superior, destaca en la fachada principal una galería corrida con un balcón de hierro forjado y tres vanos rectangulares alineados verticalmente con los arcos inferiores. Esta fachada norte de este primer piso está enlucida con mortero de cal alrededor de las tres puertas balconeras, enmarcadas por molduras de piedra. La cubierta a dos aguas, con teja cerámica y alero de madera vista, mantiene el estilo tradicional gallego, mientras que la restauración ha incorporado carpinterías modernas en madera y vidrio, respetando la estética del edificio. En la parte superior del centro de la fachada principal se encuentra la inscripción original de la fundación del edificio:

Reinando en España el rey católico Felipe II, nuestro señor, a los 62 años de su edad mandó hacer esta obra el señor licenciado don Melchor de Teves, del consejo oidor mayor de su Real Audiencia, alcalde mayor del Reino de Galicia. Año 1595

En el lateral derecho de la fachada principal de la casa se encuentra una placa instalada por Unión Fenosa que reza así:

El día 1 de mayo de 1888 se instaló en esta casa la central para el alumbrado eléctrico de Pontevedra. En homenaje a los hombres que lo hicieron posible y a la ciudad cuna de la electricidad en Galicia dedican este recuerdo de gratitud el excelentísimo Ayuntamiento de Pontevedra y Unión Eléctrica-Fenosa, en el primer centenario de aquel acontecimiento. Pontevedra, 1 de mayo de 1988

## Cultura
Castelao estuvo vinculado a este edificio, donde diseñó la escenografía para las actuaciones de la Coral Polifónica de Pontevedra, coro del que fue miembro fundador y en el que también cantaba.

## Galería de imágenes

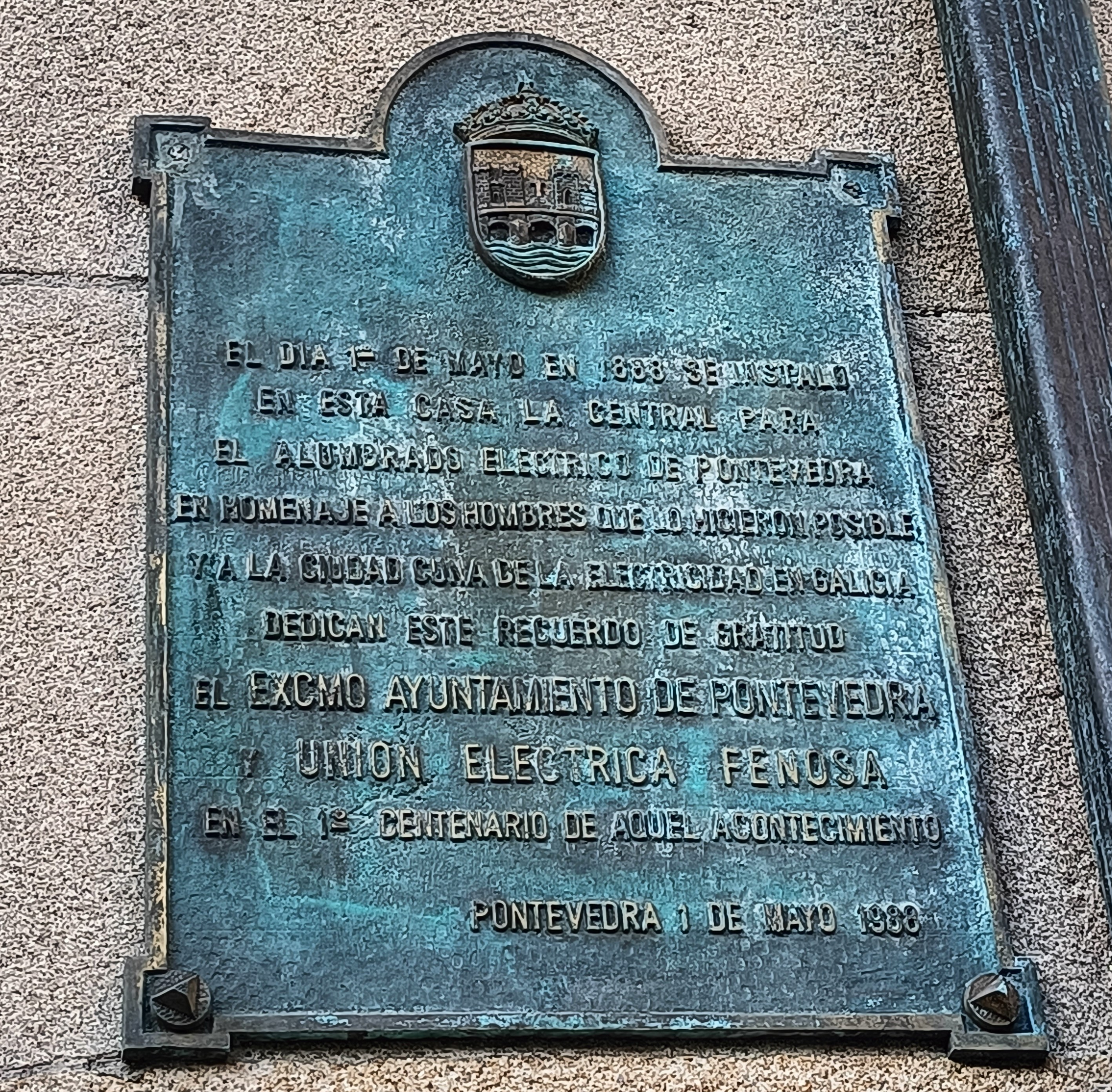
Placa que acredita a Pontevedra como cuna de la electricidad en Galicia
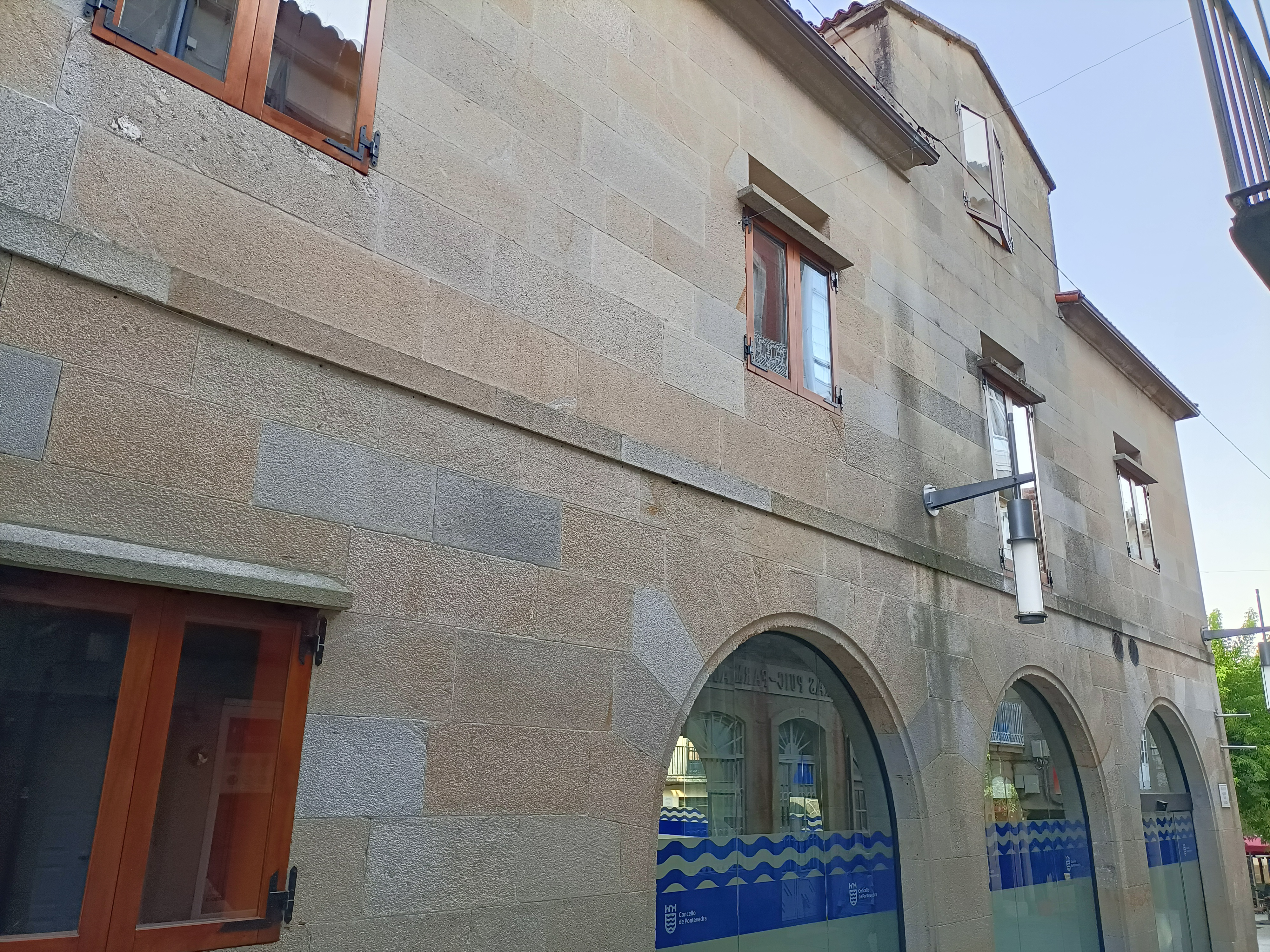
Fachada lateral derecha
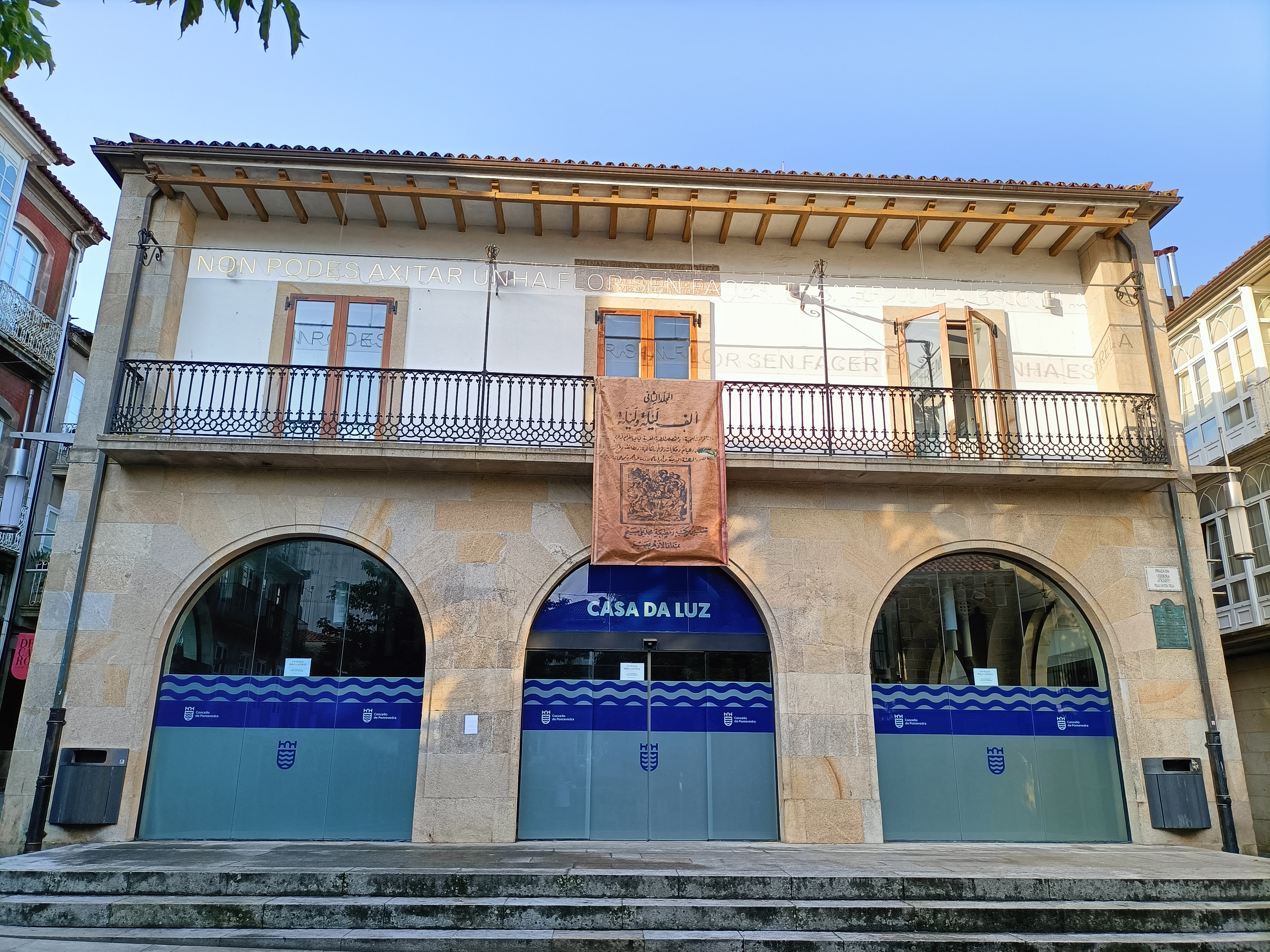
Fachada principal en agosto de 2025
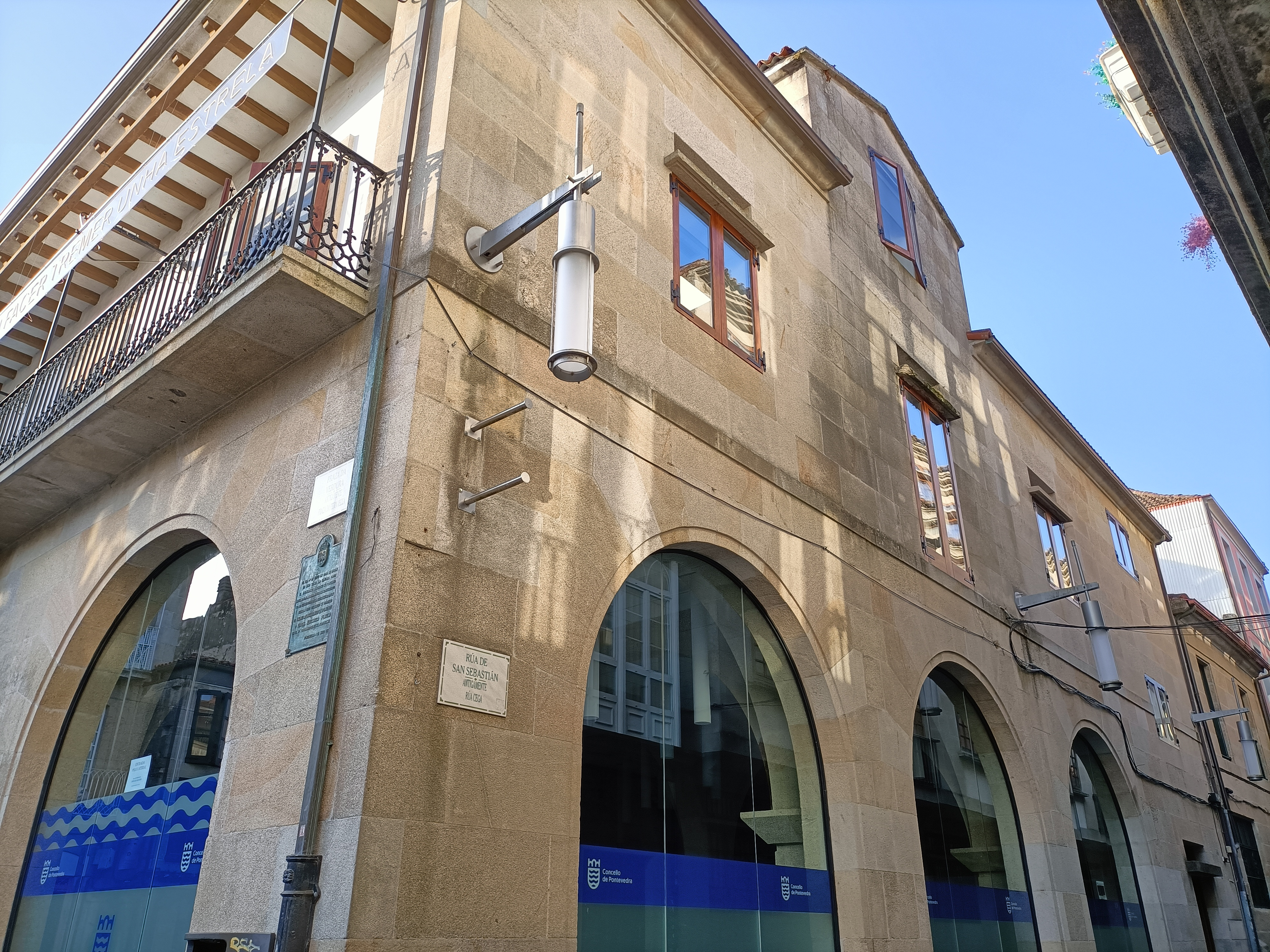
Fachada lateral izquierda